# Boarmia gonophora
Boarmia gonophora là một loài bướm đêm trong họ Geometridae.